# Shefki Kuqi
Shefki Kuqi, född 10 november 1976 i Vushtrri, Kosovo, är en finsk före detta fotbollsspelare med albanska rötter. Han har under sin karriär spelat i bland annat Newcastle United FC och Blackburn Rovers FC. Som spelare blev han känd för sin målgest, att göra ett magplask på planen.
Han blev 2014 tränare för FC Honka. Han lyckades rädda klubben från nedflyttning trots att hans känslomässiga utbrott under säsongen ett flertal gånger fick honom uppvisad på läktaren. Han förlängde efter säsongen sitt kontrakt med två år.
Kuqi flyttade till Finland från Kosovo i början av 1990-talet. Han fick finländskt medborgarskap år 1999. Kuqis yngre bröder Njazi Kuqi och Albert Kuqi är också fotbollsspelare.